# Ząbkowcowate
Ząbkowcowate (Steccherinaceae Parmasto) – rodzina grzybów z rzędu żagwiowców (Polyporales). Dawniej rodzina miała nazwę szmaciakowate.

## Charakterystyka
Owocnik rozpostarty, rozpostarto-odgięty, biały lub żółty do brązowego w różnych odcieniach. Hymenofor gładki, ziarnisty, gruzełkowaty lub poroidalny. Kontekst skórzasty do korkowatego, białawy do bladego. System strzępkowy mniej lub bardziej dimityczny, lub złożony ze strzępek szkieletowych. Strzępki generatywne nie nabrzmiałe, rozgałęzione, septowane, ze sprzążkami. Podstawki maczugowate, 2-4-zarodnikowe. Zarodniki cylindryczne, elipsoidalne lub prawie kuliste, gładkie, bezbarwne, nieamyloidalne. Brak cystyd lub są o ścianach różnej grubości, inkrustowane lub nie.

## Systematyka
Pozycja w klasyfikacji według Index Fungorum:  Steccherinaceae, Polyporales, Incertae sedis, Agaricomycetes, Agaricomycotina, Basidiomycota, Fungi.
Według Index Fungorum bazującego na Dictionary of the Fungi do rodziny Steccherinaceae należą rodzaje:
- Antella Miettinen 2016
- Antrodiella Ryvarden & I. Johans. 1980 – jamkóweczka
- Atraporiella Ryvarden 2007
- Austeria Miettinen 2016
- Butyrea Miettinen 2016
- Cabalodontia Piatek 2004
- Caudicicola Miettinen, M. Kulju & Kotir. 2017
- Citripora Miettinen 2016
- Elaphroporia Z.Q. Wu & C.L. Zhao 2018
- Flabellophora G. Cunn. 1965
- Flaviporus Murrill 1905 – żółtoporek
- Frantisekia Spirin & Zmitr. 2007
- Junghuhnia Corda 1842
- Lamelloporus Ryvarden 1987
- Loweomyces (Kotl. & Pouzar) Jülich 1982
- Mycorrhaphium Maas Geest. 1962
- Niemelaea Zmitr., Ezhov & Khimich 2015
- Nigroporus Murrill 1905
- Steccherinum Gray 1821 – ząbkowiec
- Trulla Miettinen & Ryvarden 2016
- Trullella Zmitr. 2018
- Xanthoporus Audet 2010

Polskie nazwy na podstawie pracy Władysława Wojewody z 2003 r.